# Tuberculotae
Tuberculotae es un infraorden de arañas migalomorfas, compuesto por ocho familias con aproximadamente 250 géneros y 1,800 espécies.
- Barychelidae Simon, 1889
- Dipluridae Simon, 1889
- Hexathelidae Simon, 1892
- Mecicobothriidae Holmberg, 1882
- Microstigmatidae Roewer, 1942
- Nemesiidae Simon, 1892
- Paratropididae Simon, 1889
- Theraphosidae Thorell, 1870

El resto de géneros de migalomorfos pertenecen al infraorden Fornicephalae.
En cualquier caso, de acuerdo con (Goloboff, 1993), ninguno de los dos grupos parece ser monofilético.